# Velisjärvi
Velisjärvi är en sjö i kommunen Kuhmois i landskapet Mellersta Finland i Finland. Sjön ligger 140,2 meter över havet. Arean är 1,42 kvadratkilometer och strandlinjen är 11,24 kilometer lång. Sjön  ingår i Kymmene älvs huvudavrinningsområde.   Den ligger omkring 78 kilometer söder om Jyväskylä och omkring 160 kilometer norr om Helsingfors. 
I sjön finns en mindre ö, Aittasaari, och några holmar. 